# Semiothisa vulfranaria
Semiothisa vulfranaria là một loài bướm đêm trong họ Geometridae.